# España en los Juegos Paralímpicos de Londres 2012
España estuvo representada en los Juegos Paralímpicos de Londres 2012 por un total de 127 deportistas, 98 hombres y 29 mujeres.

## Medallistas
El equipo paralímpico español obtuvo las siguientes medallas:
| Nombre | Deporte           | Evento                                   |
| --- | ----------------- | ---------------------------------------- |
| Oro |                   |                                          |
| David Casinos | Atletismo         | Disco F11 masculino                      |
| Alberto Suárez | Atletismo         | Maratón T12 masculino                    |
| José Antonio Expósito | Atletismo         | Salto de longitud F20 masculino          |
| Alfonso Cabello | Ciclismo en pista | 1 km contrarreloj C4-5 masculino         |
| Christian Venge | Ciclismo en ruta  | Contrarreloj B masculino                 |
| Michelle Alonso | Natación          | 100 m braza SB14 femenino                |
| Teresa Perales | Natación          | 100 m libre S5 femenino                  |
| Carmen Herrera | Yudo              | –70 kg femenino                          |
| Plata |                   |                                          |
| Elena Congost | Atletismo         | 1500 m T12 femenino                      |
| Abderrahman Ait Khamouch | Atletismo         | Maratón T46 masculino                    |
| José Enrique Porto | Ciclismo en pista | 1 km contrarreloj B masculino            |
| Josefa Benítez | Ciclismo en ruta  | Ruta B femenino                          |
| Teresa Perales | Natación          | 50 m mariposa femenino                   |
| Teresa Perales | Natación          | 50 m libre S5 femenino                   |
| Teresa Perales | Natación          | 200 m libre S5 femenino                  |
| Sarai Gascón | Natación          | 100 m mariposa S9 femenino               |
| Sebastián Rodríguez | Natación          | 50 m libre S5 masculino                  |
| Sebastián Rodríguez | Natación          | 200 m libre S5 masculino                 |
| Enhamed Enhamed | Natación          | 100 m mariposa S11 masculino             |
| Enhamed Enhamed | Natación          | 400 m libre S11 masculino                |
| Miguel Luque | Natación          | 50 m braza SB3 masculino                 |
| Richard Oribe | Natación          | 100 m libre S4 masculino                 |
| Enrique Floriano | Natación          | 400 m libre S12 masculino                |
| Álvaro Valera | Tenis de mesa     | Individual 6 masculino                   |
| Jordi Morales Álvaro Valera | Tenis de mesa     | Equipo 6-8 masculino                     |
| Juan Antonio Saavedra | Tiro              | Rifle en posición tendida 50 m SH1 mixto |
| Bronce |                   |                                          |
| Miguel Ángel Clemente | Ciclismo en pista | Persecución individual B masculino       |
| José Enrique Porto | Ciclismo en pista | Velocidad individual B masculino         |
| Maurice Far Eckhard | Ciclismo en ruta  | Contrarreloj C2 masculino                |
| Adolfo Samuel Acosta Alfredo Cuadrado Youssef El Haddaqui José Luis Giera José López Antonio Jesús Martín Francisco Javier Muñoz Marcelo Rosado Raúl Díaz Álvaro González | Fútbol 5          | Torneo masculino                         |
| Teresa Perales | Natación          | 100 m braza SB4 femenino                 |
| Teresa Perales | Natación          | 200 m estilos SM5 femenino               |
| Sarai Gascón | Natación          | 100 m libre S9 femenino                  |
| Déborah Font | Natación          | 400 m libre S12 femenino                 |
| José Antonio Marí-Alcaraz | Natación          | 50 m libre S9 masculino                  |
| Enhamed Enhamed | Natación          | 50 m libre S11 masculino                 |
| Ricardo Ten | Natación          | 100 m braza SB4 masculino                |
| Richard Oribe | Natación          | 200 m libre S4 masculino                 |
| Sebastián Rodríguez | Natación          | 100 m libre S5 masculino                 |
| Jorge Cardona José Manuel Ruiz | Tenis de mesa     | Equipo 9-10 masculino                    |
| María Mónica Merenciano | Yudo              | –57 kg femenino                          |
| Marta Arce | Yudo              | –63 kg femenino                          |